# Centralny Zarząd Energetyki
Centralny Zarząd Energetyki – jednostka organizacyjna Ministerstwa Przemysłu i Handlu, powołana w celu koordynowania, nadzorowania, kontrolowania oraz sprawowania ogólnego kierownictwa nad działalnością przedsiębiorstw państwowych.

## Powołanie Zarządu
Na podstawie zarządzenia Ministra Przemysłu i Handlu z 1948 r. wydane w porozumieniu z Ministrem Skarbu i Prezesem Centralnego Urzędu Planowania o utworzeniu Centralnego Zarządu Energetyki ustanowiono Zarząd. Powołanie Zarządu pozostawało w ścisłym związku z ustawą z 1947 r. o planowej gospodarce energetycznej oraz dekretu z 1947 r. o tworzeniu przedsiębiorstw państwowych.
Nadzór państwowy nad Zarządem sprawował Minister Przemysłu i Handlu.

## Powstanie Zarządu
Centralny Zarząd Energetyki wydzielony został z administracji państwowej jako przedsiębiorstwo państwowe, prowadzone w ramach narodowych planów gospodarczych i według zasad gospodarki handlowej.

## Przedmiot działalności Zarządu
Przedmiotem działalności było koordynowanie, nadzorowanie, kontrolowanie oraz ogólne kierownictwo działalności przedsiębiorstw państwowych.

## Rada Nadzoru Społecznego
Przy Zarządzie powołana była Rada Nadzoru Społecznego, której zakres działania, sposób powoływania i odwoływania jej członków, organizację i sposób wykonywania powierzonych czynności określiła rozporządzenie Rady Ministrów.
Rada Nadzoru Społecznego miała charakter niezależnego organu nadzorczego, kontrolnego oraz opiniodawczego, podlegającego w swej działalności nadzorowi Prezydium Krajowej Rady Narodowej.

## Kierowanie Zarządem
Na czele Zarządu stała dyrekcja, powoływana i zwalniana przez Ministra Przemysłu i Handlu i składająca się z dyrektora naczelnego, reprezentującego dyrekcję samodzielnie oraz z podległych dyrektorowi naczelnemu czterech dyrektorów.
Do ważności zobowiązań zaciąganych przez Zarząd wymagane było współdziałanie, zgodnie z uprawnieniami, przewidzianymi w statucie:
- dwóch członków dyrekcji łącznie,
- jednego członka dyrekcji łącznie z pełnomocnikiem handlowym w granicach jego pełnomocnictwa,
- dwóch pełnomocników handlowych łącznie w granicach ich pełnomocnictw.

## Wykaz przedsiębiorstw nadzorowanych
- Zjednoczenie Energetyczne Okręgu Warszawskiego, przedsiębiorstwo państwowe wyodrębnione – z siedzibą w m. st. Warszawie[1].
- Zjednoczenie Energetyczne Okręgu Radomsko-Kieleckiego, przedsiębiorstwo państwowe wyodrębnione – z siedzibą w m. Skarżysko-Kamiennej.
- Zjednoczenie Energetyczne Okręgu Łódzkiego, przedsiębiorstwo państwowe wyodrębnione – z siedzibą w m. Łodzi.
- Zjednoczenie Energetyczne Okręgu Płocko-Włocławskiego, przedsiębiorstwo państwowe wyodrębnione – z siedzibą w m. Płocku.
- Zjednoczenie Energetyczne Okręgu Białostockiego, przedsiębiorstwo państwowe wyodrębnione – z siedzibą w m. Białymstoku.
- Zjednoczenie Energetyczne Okręgu Lubelskiego, przedsiębiorstwo państwowe wyodrębnione – z siedzibą w m. Lublinie.
- Zjednoczenie Energetyczne Okręgu Krakowskiego, przedsiębiorstwo państwowe wyodrębnione – z siedzibą w m. Krakowie.
- Zjednoczenie Energetyczne Okręgu Górnośląskiego, przedsiębiorstwo państwowe wyodrębnione – z siedzibą w m. Katowicach.
- Zjednoczenie Energetyczne Okręgu Dolnośląskiego, przedsiębiorstwo państwowy wyodrębnione – z siedzibą w m. Wrocławiu.
- Zjednoczenie Energetyczne Okręgu Poznańskiego, przedsiębiorstwo państwowe wyodrębnione – z siedzibą w m. Poznaniu.
- Zjednoczenie Energetyczne Okręgu Szczecińskiego, przedsiębiorstwo państwowe wyodrębnione – z siedzibą w m. Szczecinie.
- Zjednoczenie Energetyczne Okręgu Bydgosko-Toruńskiego, przedsiębiorstwo państwowe wyodrębnione – z siedzibą w m. Bydgoszczy.
- Zjednoczenie Energetyczne Okręgu Mazurskiego, przedsiębiorstwo państwowe wyodrębnione – z siedzibą w m. Olsztynie.
- Zjednoczenie Energetyczne Okręgu Nadmorskiego, przedsiębiorstwo państwowe wyodrębnione – z siedzibą w m. Gdańsku.
- Energoprojekt Biuro Projektów Energetycznych, przedsiębiorstwo państwowe wyodrębnione – z siedzibą w m. st. Warszawie.